# Bandes de tiraz

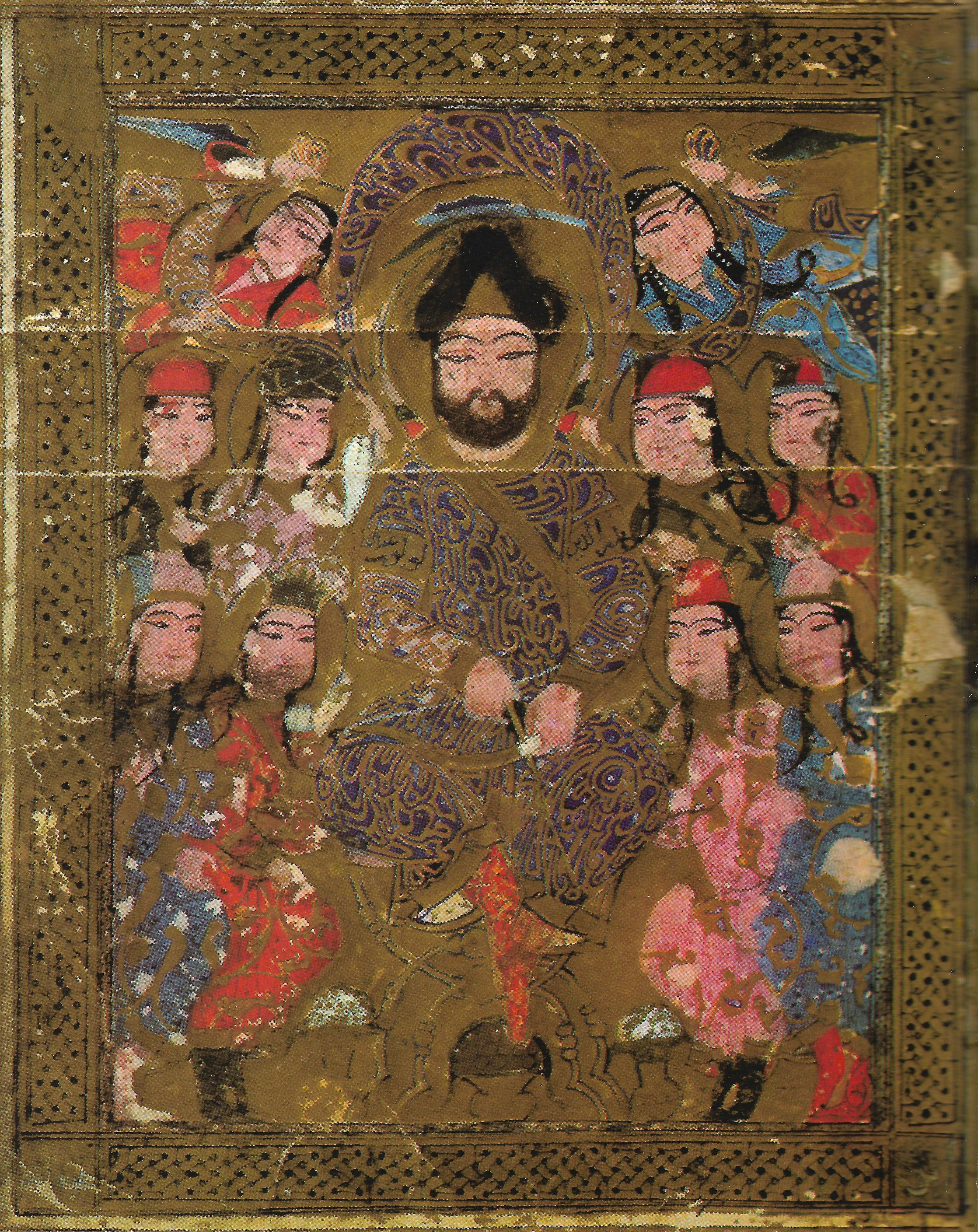
Un sobirà amb un braçalet amb inscripció àrab: el tiraz.

Les bandes de tiraz són braçalets islàmics medievals amb una inscripció brodada en ells. Van ser lliurats com a roba d'honor a alts funcionaris que van mostrar lleialtat a l'imperi islàmic. Estaven inscrits amb els noms del califa governant, brodats amb fil de metall preciós i decorats amb un model complex. Tiraz era un símbol de poder, les seves produccions i exportacions estaven estrictament regulades i supervisades per un funcionari designat pel govern.

## Etimologia
La paraula tiraz és una paraula persa usada com «brodat». La paraula pot referir-se al tèxtil, a les bandes d'inscripció en ells, o a les fàbriques o tallers que els van fer (donar al-tiraz). Tiraz també es coneix com a taraziden en llengua persa.

## Evolució del sistema de vestir islamita

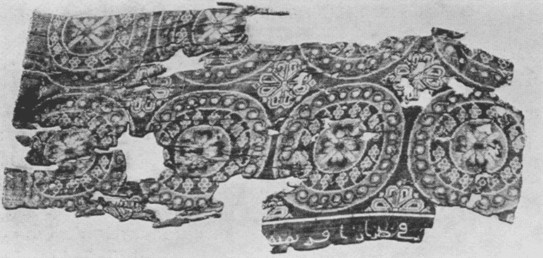
Aquest tiraz atribuït al califa omeia del, Marwan I, es troba entre els primers documentats. Utilitza una escriptura cúfica petita i un patró molt dominant típic de Les primeres bandes.

El sistema de vestimenta de l'islam va evolucionar en el califat establert pels àrabs durant les primeres conquestes musulmanes. L'imperi islàmic durant la seva expansió incloïa tres zones culturals diferents, cadascuna amb el seu propi codi de vestir. Al començament, els àrabs, que eren una minoria en el seu propi imperi, van intentar mantenir un codi de vestimenta identificable entre ells i els seus súbdits. Això va conduir a la regulació ghiyar, una mena de regles de diferenciació que requeria que els dhimmis, els ciutadans no musulmans protegits, anessin diferents en aquest codi amb la resta de la població musulmana. Aquesta regulació va ser atribuïda per primera vegada pel califa Úmar ibn al-Khattab (634-644) al nomenat Pacte d'Umar, una llista de drets i restriccions sobre els no musulmans que garantirien la seguretat de les seves persones, les seves famílies i les seves possessions. Els requisits per tenir un codi de vestimenta diferent també es van aplicar a la milícia àrab que protegia l'imperi. Per exemple, als guerrers àrabs a les províncies orientals se'ls va prohibir usar el caftan persa. Tanmateix, cap a finals del Califat omeia a mitjan segle viii, els àrabs que vivien en Khorasan s'havien assimilat a la cultura local, inclòs el seu estil de vestimenta.
La tendència a allunyar-se de l'estricte sistema de indumentària també es va produir en els alts càrrecs de la societat islàmica inclòs en els primers temps. S'ha registrat que els governants omeies ja usaven abrics d'estil persa. També van adoptar el costum de portar peces de roba règies especials, que és una tradició a les corts reials dels romans d'Orient i sassànides. Els omeies també van imitar els romans d'Orient i perses en establir fàbriques estatals per produir les bandes de tiraz, que indicaven a qui era lleial l'usuari. De llavors ençà, el tiraz s'ha convertit en una norma a l'imperi islàmic. Aquestes peces de roba van ser embellides amb el nom del califa governant, similar a l'embelliment del nom del califa a les monedes.
Les bandes de tiraz van ser produïdes en fàbriques estatals. Al palau califal i emiral, hi havia sastres que treballaven lluny del centre, en fàbriques de tiraz. Els funcionaris controlats pel «mestre del tiraz» tenien la facultat de contractar sastres, en canvi d'un salari decent, per treballar per a l'estat en aquestes fàbriques.
Les bandes de tiraz van ser presentades pels governants a túniques d'honor en les cerimònies formals. També van ser atorgades com a regals. Hi va haver un exemple d'un sobirà a Andalusia que va donar un regal de tiraz a un altre sobirà al nord de l'Àfrica. Sota el govern fatimita Al Muïzz, la cerimònia de khil'a (cerimònia d'atorgar el tiraz) va guanyar importància. En aquesta cerimònia, que es remunta a l'època del profeta Mahoma, el califa governant atorgaria el tiraz als súbdits lleials que el mereixessin. La qualitat de les bandes va venir a reflectir la riquesa i la influència dels seus destinataris. Més tard, els tallers públics van començar a imitar el tiraz estatal oficial. Relíquies trobades als documents de la guenizà del Caire, en el segle xix, va indicar que la gent comuna que podia permetre's copiar el tiraz, atorgava el tiraz a familiars i amics. Aquests «tiraz públics» es consideraven part de la riquesa personal i es transmetien com a relíquies familiars.
La producció de tiraz va continuar al segle xiv tant a fàbriques públiques califals com estatals, encara que ja en declivi prop del segle xiii. Durant l'afebliment del poder islàmic, els nobles van començar a perdre la seva riquesa. Les bandes de tiraz es van vendre en el mercat obert. Altres tiraz van servir com moneda o inversions i es van comercialitzar i van vendre.
S'han trobat fragments de bandes de tiraz de lli en tombes fatimites egípcies, on van se] utilitzades com a mortalles per al cos. Les benediccions obtingudes mitjançant la cerimònia de khil'a anterior, així com les inscripcions alcoràniques escrites en elles, les van fer especialment adequades per a fins funeraris, s'embolicava prop del cap, la qual cosa demostra la importància religiosa de les inscripcions al tiraz.

## Disseny

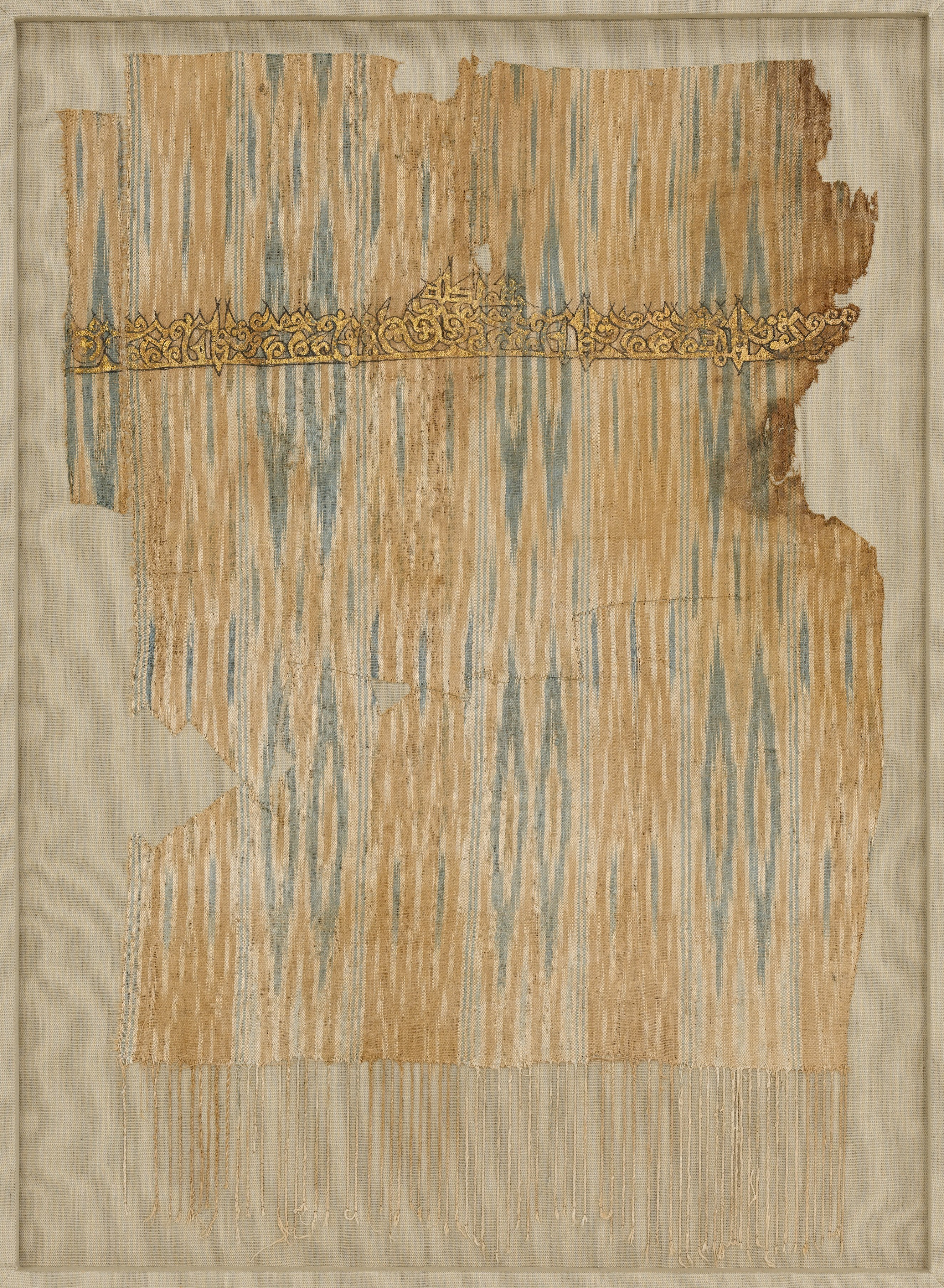
Escriptura cúfica florida inscrita en aquest tiraz egipci del.

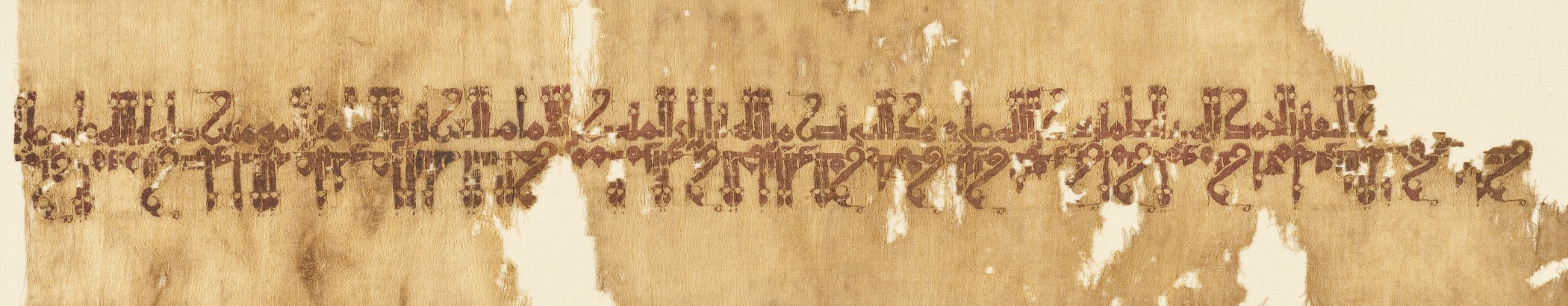
Fragment de banda de tela del del Iemen que mostra colors brillants amb el motiu ikat.

Les bandes de tiraz variaven en el seu disseny i material, segons el moment de la seva producció, on s'executaven i para qui es realitzaven. La majoria estaven fetes de lli, llana, cotó o mulham -una tela composta de seda i cotó-. A Iemen, els tiraz van ser tenyits i dissenyats en la tècnica ikat per crear un patró de rombes ratllats que acostumaven a ser de color verd, groc i marró. A Egipte, el tiraz es va deixar sense tenyir i era brodat amb inscripcions en fil vermell o negre.
Hi havia dos tipus de fàbriques de tiraz: les del califa oficial -khassa, que significa «privat» o «exclusiu»- i les de producció comercial -amma, que significa «públic» -. A causa de la varietat de materials i tècniques utilitzades en els tiraz a les fàbriques de khassa i amma, i perquè en ambdues podien inscriure's amb el nom del califa governant, no hi ha diferències clares entre la qualitat del tiraz produït en les fàbriques.
Els primers exemples de tiraz no estaven inscrits, però també així estaven bellament decorats amb acolorits medallons, animals o d'altres motius. Els motius indicaven una transició gradual de les tradicions sassànida, copta i romana d'Orient.
En el període posterior, el tiraz va ser embellit amb bandes cal·ligràfiques d'or teixides o pintades. La banda contenia una cal·ligrafia àrab que inclou inscripcions del nom del califa governant, la data i el lloc de fabricació, i frases piadoses preses de l'Alcorà o de moltes invocacions a Al·là. Inscripcions anteriors van ser escrites en lletra cúfica o escriptura cúfica florida. En un període posterior, l'escriptura naskh o thúluth es va fer comú. Les inscripcions de disseny sovint s'alteraven per crear un patró rítmic artístic. El khassikiya -guardaespatlles reial- del Soldanat Mameluc portava una banda altament decorativa amb teixit amb fil metàl·lic daurat o platejat. A l'Egipte fatimita, el tiraz de seda teixit amb inscripció daurada estava reservat per al visir i d'altres oficials d'alt rang, mentre que el públic en general vestia de de tela de lli.